# Slag bij Orneae
De Slag bij Orneae vond plaats in de winter van 417 v.Chr. tijdens de Peloponnesische Oorlog bij de stad Orneae, tussen een Spartaans garnizoen achtergelaten in Orneae na de Slag bij Hysiae en de legers van Argos en Athene.
Na de beslissende nederlaag van Argos bij Hysiae en het afbreken van de muren van de stad, namen de Spartanen de stad Orneae in, ze versterkten deze en legerden er een garnizoen. Dit garnizoen kreeg het bevel om Argolis af en toe binnen te vallen.
Nadat de Spartanen terug waren gekeerd naar Laconië, zonden de Atheners een leger van 40 triremen en 1200 hoplieten om Argos te helpen om het garnizoen van Orneae te verslaan en de stad opnieuw in te nemen.
Het leger nam Orneae stormenderhand in. Ze konden het volledige Spartaanse garnizoen de stad uitdrijven.